# Гранерос
Гранерос (шп. Graneros) је општина у Чилеу. По подацима са пописа из 2002. године број становника у месту је био 21.615.

## Демографија
| 2002.  |
| ------ |
| 21,615 |